# Avalon Sunset
| 전문가 평가                       | 전문가 평가 |
| 평가 점수                         | 평가 점수   |
| 출처                              | 점수        |
| --------------------------------- | ----------- |
| AllMusic                          | [ 2 ]       |
| Chicago Tribune                   | [ 3 ]       |
| The Encyclopedia of Popular Music | [ 4 ]       |
| Hi-Fi News & Record Review        | A*:1        |
| The Rolling Stone Album Guide     | [ 6 ]       |
| The Village Voice                 | A−          |

《Avalon Sunset》은 북아일랜드의 싱어송라이터 밴 모리슨의 열아홉 번째 스튜디오 음반이다. 이 음반은 1989년 머큐리 레코드에 의해 상업적 및 비평적 성공을 거두며 발매되었다. 2008년, 《Avalon Sunset》은 재발매 및 리마스터링되었으며, 〈Whenever God Shines His Light〉의 얼터너티브 버전과 모리슨의 가사가 추가된 〈When the Saints Go Marching In〉 버전이 수록되었다.

## 배경
《Avalon Sunset》에서 롭 셰필드는 부드러운 포크 록을 배경으로 한 스캣의 영향을 받은 스타일로 하나님과 사랑에 대해 노래했다. 도널드 클라크에 따르면 이 음반은 "종교와 켈트적인 느낌, 일종의 우월한 뉴에이지 음악"을 결합한 것이라고 한다.
이 음반은 클리프 리처드와의 듀엣곡인 〈Whenever God Shines His Light〉로 시작하며, 싱글로도 발매되어 영국에서 20위에 올랐다. 이 음반에는 종교적인 발라드 〈Have I Told You Lately〉가 수록되어 있으며, 이는 모리슨의 히트 싱글이 되어 성인 현대 차트에서 12위에 올랐고, 1993년에는 로드 스튜어트의 히트곡이 되었다. 이 곡은 모리슨의 2007년 음반 《Van Morrison at the Movies – Soundtrack Hits》에 수록되었다. 브라이언 힌턴은 〈Orangefield〉의 목가적인 여성을 신곡의 베아트리체 포르티나리와 비교한다.

## 곡 목록
모든 곡들은 밴 모리슨에 의해 작사/작곡하였다.
| #   | 제목                                                   | 재생 시간 |
| --- | ------------------------------------------------------ | --------- |
| 1.  | 〈Whenever God Shines His Light (with 클리프 리처드)〉 | 4:58      |
| 2.  | 〈Contacting My Angel〉                                | 4:57      |
| 3.  | 〈I'd Love to Write Another Song〉                     | 2:52      |
| 4.  | 〈Have I Told You Lately〉                             | 4:20      |
| 5.  | 〈Coney Island〉                                       | 2:00      |
| 6.  | 〈I'm Tired Joey Boy〉                                 | 2:29      |
| 7.  | 〈When Will I Ever Learn to Live in God〉              | 5:38      |
| 8.  | 〈Orangefield〉                                        | 3:50      |
| 9.  | 〈Daring Night〉                                       | 6:10      |
| 10. | 〈These Are the Days〉                                 | 5:08      |

## 인증
| 국가                       | 인증 | 판매량/출하량 |
| -------------------------- | ---- | ------------- |
| 캐나다 (뮤직 캐나다)       | 골드 | 50,000^       |
| 네덜란드 (NVPI)            | 골드 | 50,000^       |
| 영국 (BPI)                 | 골드 | 100,000^      |
| 미국 (RIAA)                | 골드 | 500,000^      |
| ^출하량을 기반으로 한 인증 |      |               |